# Dirección Nacional de Aviación Civil e Infraestructura Aeronáutica
La Dirección Nacional de Aviación Civil e Infraestructura Aeronáutica es la dependencia del Ministerio de Defensa Nacional encargada de dirigir y regular la política aeronáutica y la aviación civil.

## Creación
Su creación surge de la fusión de dos organismos creados en los años treinta, la Dirección de Aviación Civil, creada en 1935 bajo la denominación de "Dirección de Aeronáutica Civil", y la Dirección de Infraestructura Aeronáutica creada en 1936 como una comisión encargada de la apertura del Aeropuerto Internacional de Carrasco, la cual tras su apertura adquiere la denominación de Dirección de Infraestructura. En 2001 y a instancias de la ley de presupuesto, se produjo la fusión de ambas direcciones bajo la denominación actual de Dirección General de Aviación Civil e Infraestructura Aeronáutica. 
Tiene su sede sobre la Avenida Wilson Ferreira Aldunate  en Paso Carrasco, dentro del predio que comprende las dos terminales del Aeropuerto Internacional de Carrasco y la Base Aérea General Cesáreo Berisso.

## Dependencias
- Oficina de Investigación y Prevención de Accidentes e Incidentes de Aviación.[2][3]

- Centro de Investigación y Difusión Aeronáutico-Espacial